# Jan Syrový
Jan Syrový (24 de janeiro de 1888 - 17 de outubro de 1970) foi um general de quatro estrelas do exército checoslovaco e primeiro-ministro durante a Crise de Munique.

## Juventude e carreira militar
Jan Syrový estudou construção em uma escola técnica. Após a sua graduação em 1906, tornou-se um voluntário por um ano no exército austro-húngaro. Depois disso, estudou em uma escola técnica na Rússia. Durante a Primeira Guerra Mundial, lutou na Legião Checoslovaca do Exército Imperial Russo e perdeu o olho direito na Batalha de Zborov. Com a eclosão da Revolução Russa, comandou a legião e as forças anti-bolcheviques na ferrovia Transiberiana. Um comandante veterano conhecido, atuou como Chefe do Estado Maior do Exército da Checoslováquia entre 1926 e 1933 e como inspetor-geral entre 1933 e 1938.

## Carreira política
Em 23 de setembro de 1938, na sequência da renúncia do governo liderado por Milan Hodža, Syrový foi nomeado Primeiro-Ministro e Ministro da Defesa. Syrový, que a princípio tinha decidido rejeitar a oferta, foi persuadido a aceitar a nomeação pelo presidente Edvard Beneš.
Poucos dias após a sua nomeação, em 30 de setembro, ele foi forçado a aceitar os termos da Conferência de Munique que exigia que a Checoslováquia cedesse os Sudetos (de maioria alemã) para a Alemanha nazista. Após a Conferência, Beneš renunciou e foi substituído em 30 de novembro por Emil Hácha. No dia seguinte, Syrový renunciou ao cargo de primeiro-ministro permanecendo no comando do Ministério da Defesa até 27 de abril de 1939.
Após a ocupação alemã da Checoslováquia, não aderiu à resistência anti-alemã e, por essa razão, em 14 de maio de 1945, no final da Segunda Guerra Mundial, ele foi preso sob a acusação de colaboracionismo.
Em 1947, depois de uma farsa judicial, Syrový foi condenado juntamente com Rudolf Beran a 20 anos de prisão. Libertado da prisão em 1960, após uma anistia ordenada pelo presidente Antonín Novotný, foi privado da pensão.
O regime comunista obrigou-o a aceitar um emprego de vigia noturno, e em 1967 foi-lhe concedida uma pequena pensão.
Está sepultado no Cemitério Olšany.